# دریاچه تساگان-خاک
دریاچه تساگان-خاک (به لاتین: Lake Tsagan-Khak) یک دریاچه و دریاچه آب شور در روسیه است که در قالمیقستان واقع شده‌است.